# Région des nations, nationalités et peuples du Sud
La Région des nations, nationalités et peuples du Sud, en amharique : ደቡብ ብሔሮች ብሔረሰቦችና ሕዝቦች ክልል (Däbub behérotch behéräsäbotchénna hezbotch kelel), souvent abrégée par RNNPS, est de 1995 à 2023 une région d'Éthiopie située au sud-ouest du pays. Sa capitale est Awasa.
Désormais répartie entre les régions Éthiopie du Centre, Éthiopie du Sud, Éthiopie du Sud-Ouest et la région Sidama, la RNNPS n'existe plus en tant qu’État régional mais son nom reste utilisé en référence au passé.
La RNNPS est également connue sous son nom en anglais :  Southern Nations, Nationalities, and Peoples' Region, abrégé SNNPR.

## Histoire
La région des nations, nationalités et peuples du Sud est instituée en tant qu'État régional fédéré en 1995, en application de la Constitution éthiopienne de 1994.
Trois régions font successivement scission dans les années 2020 (région Sidama, Éthiopie du Sud-Ouest puis Éthiopie du Sud) conduisant la RNNPS à se ré-établir comme Éthiopie du Centre en août 2023.

## Démographie
L'agence éthiopienne de statistique (Central Statistical Agency of Ethiopia) estimait sa population à 14 901 990 habitants en 2005, dont 8,6 % d'urbains. Sa superficie est de 112 343,19 km2, pour une densité de 133 hab./km2.
Les habitants de cette région se répartissent parmi un grand nombre de groupes linguistiques. On retrouve parmi ceux-ci des Sidamas, des Gouragués, des Welaytas, des Hadiyas, des Kaffas et des Kambattas. La langue de travail de l'administration est l'amharique.

## Subdivisions
Jusqu'à la création de la région Sidama et la région Éthiopie du Sud-Ouest,
la région des nations, nationalités et peuples du Sud est subdivisée en quatorze zones et quatre woredas spéciaux dont la liste est rappelée ci-dessous, puis en woredas (districts).
- Alaba (woreda spécial)
- Awasa (zone spéciale)[5]
- Basketo (woreda spécial)
- Bench Maji[4]
- Debub Omo
- Dawro[4]
- Gamo Gofa
- Gedeo
- Gurage
- Hadiya
- Kembata Tembaro
- Keficho[4]
- Konta (woreda spécial)[4]
- Sheka[4]
- Sidama[3]
- Silt'e
- Wolayita
- Yem (woreda spécial)

Une quinzième zone, la zone du peuple Segen, est créée dans les années 2010 et dissoute avant les régionalisations de 2020 et 2021[réf. souhaitée].

## Divers
Au centre du drapeau se tient une tukul.